# Piotr Borowski (reżyser)
Piotr Borowski (ur. 1957) – polski aktor, reżyser teatralny, pedagog, twórca niezależnej warszawskiej sceny Studium Teatralne.

## Życiorys
W 1975 roku brał udział w działaniach parateatralnych Teatru Laboratorium Jerzego Grotowskiego. W latach 1977–1983 aktor Ośrodka Praktyk Teatralnych „Gardzienice”. W 1985 roku wyjechał do Włoch, gdzie rozpoczął trwającą do 1993 roku bliską współpracę z Jerzym Grotowskim w Workcenter of Jerzy Grotowski w Pontederze, biorąc m.in. udział w „Akcji”. W 1996 roku założył na warszawskiej Pradze niezależny zespół Studium Teatralne, w którym zrealizował kilkanaście autorskich spektakli. W 2008 roku wyreżyserował film dokumentalny Koniec pieśni poświęcony zmierzchowi kultury ludowej na Białostocczyźnie.